# عضلة توأمية علوية

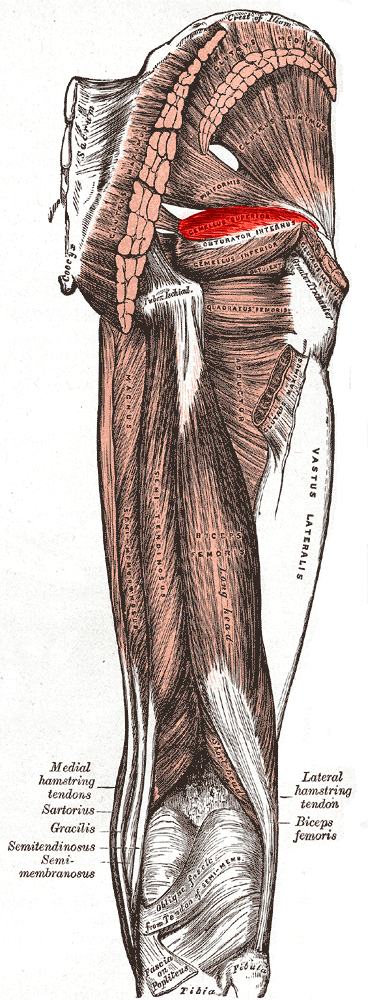
العضلة التوأمية العلوية (Superior Gemellus Muscle)

العَضلة التوأَمِية العُلوية  (بالإنجليزية:Superior Gemellus Muscle)، هي عضلة من عَضلات الطَرف السُفلي لِجسم الإنسان.

## المَنشأ
تَنشأ العَضلة من شَوكة عَظم الإسك.

## المَغرس
تَنغرس هذه العَضلة في وَتر العَضلة السِدادية الغائِرة.

## العَصب
يَتصل بِها العصب الواصل للالعَضلة السِدادية الغائِرة.

## الحَركة
تَعمل بِشكل أَساسي على دَوران عَظمة الفَخذ (مِفصل الورك) للخارج (Lateral Rotation).

## معرض صور

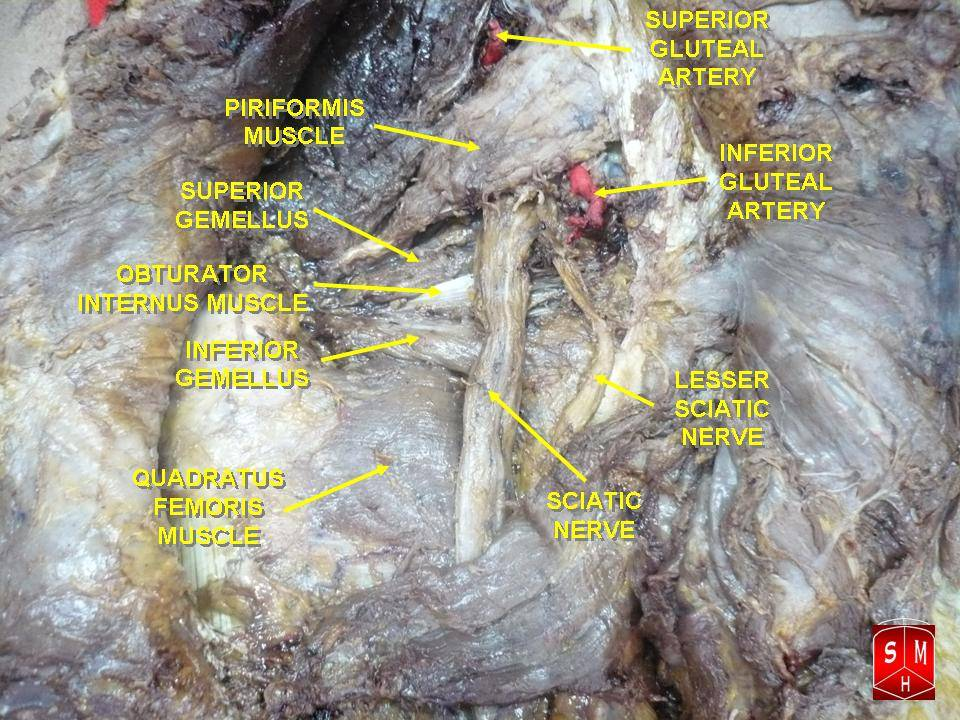
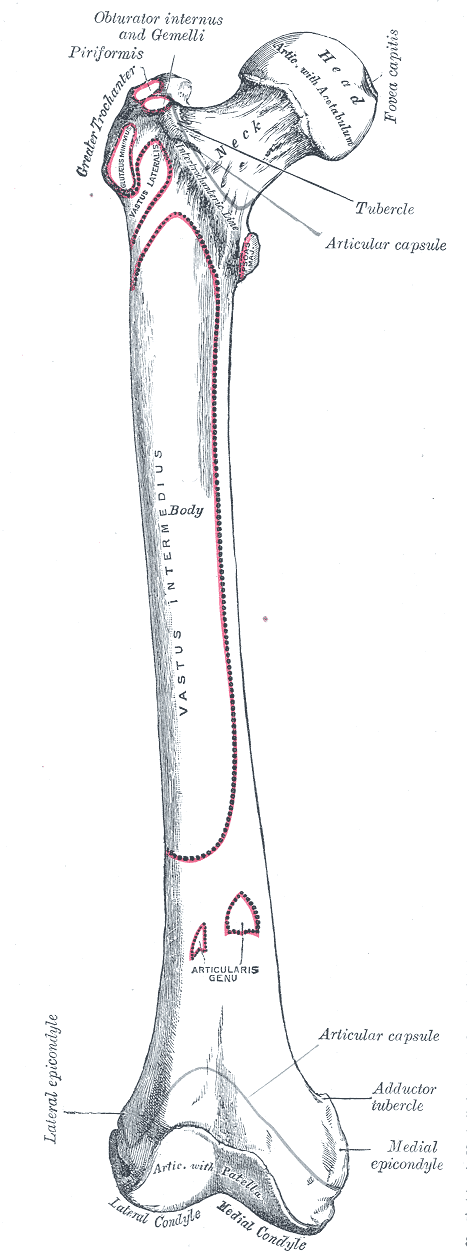
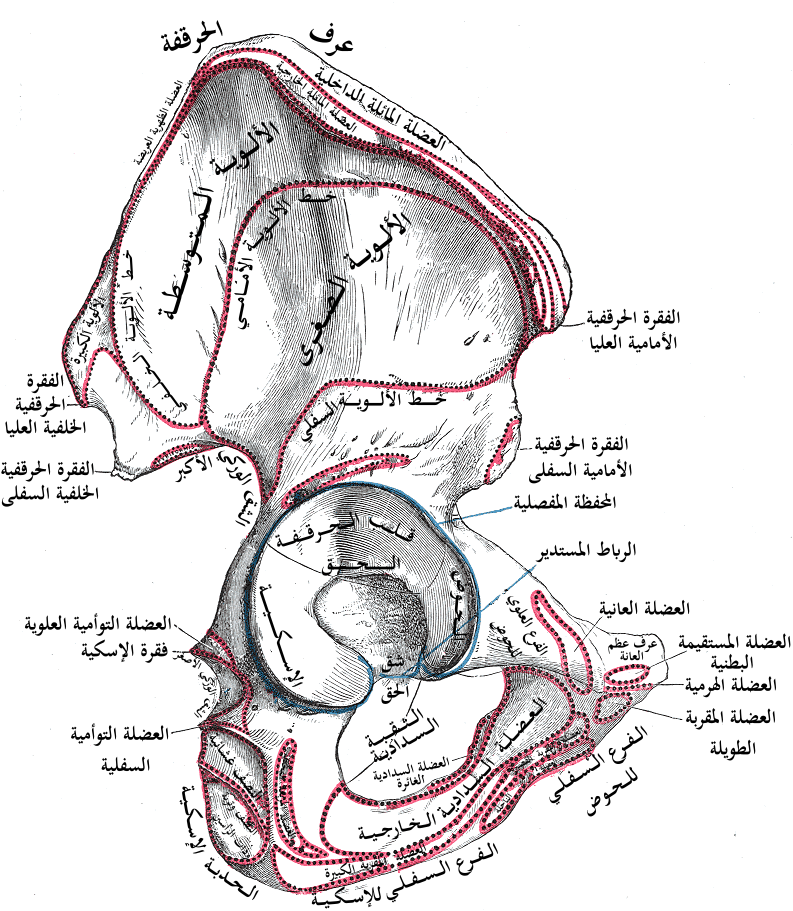

## المَراجع
1. Lower Limb Anatomy Part IIB, Alexandria University Faculty of Medicine,1st year, page.33